# Roland Gálos
Roland Gálos (ur. 26 maja 1995) − węgierski bokser, złoty medalista Młodzieżowych Mistrzostw Europy 2013 w Rotterdamie, mistrz Węgier w kategorii lekkiej z roku 2014, zwycięzca 59. edycji turnieju im. István Bocskaia w roku 2015 oraz finalista z roku 2014, młodzieżowy mistrz Węgier z roku 2012.

## Kariera
W czerwcu 2010 reprezentował Węgry na Mistrzostwach Europy Kadetów 2010 we Lwowie. W 1/8 finału pokonał na punkty (1:0) Niemca Ruslana Sapirova, a w ćwierćfinale przegrał z Rosjaninem Danilem Shamsutdinovem. W listopadzie 2012 został młodzieżowym mistrzem Węgier w kategorii lekkiej. W finale pokonał Zoltán Szirtesa.
W sierpniu 2013 reprezentował Węgry w kategorii lekkiej na Młodzieżowych Mistrzostwach Europy 2013 w Rotterdamie. W 1/16 finału pokonał na punkty Białorusina Dimitrija Rajco. W 1/8 finału wyeliminował Ormianina Shavarsha Soghoyana, pokonując go na punkty. W ćwierćfinale pokonał na punkty reprezentanta Bośni i Hercegowiny Adema Fetahovicia, zapewniając sobie miejsce na podium. W półfinale pokonał niejednogłośnie na punkty Włocha Francesco Maiettę, a w finale jednogłośnie na punkty Ukraińca Wiktora Petrowa.
W lutym 2014 doszedł do finału turnieju im. István Bocskaia rozgrywanego co roku w Debreczynie. W finale przegrał z rodakiem Miklósem Vargą. W grudniu 2014 został mistrzem Węgier w kategorii lekkiej. W półfinale mistrzostw pokonał na punkty (3:0) Zoltána Sinkó, a w finale pokonał na punkty (2:1) Miklósa Vargę.
W lutym 2015 rywalizował na turnieju im. István Bocskaia, reprezentując Węgry w kategorii lekkiej. W półfinale pokonał na punkty (3:0) Litwina Edgarasa Skurdelisa, a w finale pokonał niejednogłośnie na punkty reprezentanta Ukrainy Timura Biliaka.